# Strangelite
Strangelite è una azienda britannica. La società era posseduta dalla Empire Interactive ma nel 2006 venne venduta alla Rebellion Developments.

## Videogiochi
- Crazy Taxi (PC)
- Virtua Tennis (PC)
- Crazy Taxi 3: High Roller (PC)
- Starship Troopers (PC)